# Športni park Ljubljana
Športni park Ljubljana – wielofunkcyjny stadion w Lublanie. Stadion należy do słoweńskich kolei. Stadion ma pojemność 5000 miejsc (z których 2308 to siedzące) i został zbudowany w 1930 roku. W latach 1993–1999 był stadionem reprezentacji Słowenii w piłce nożnej.
Obiekt obejmuje główny stadion piłkarski z bieżnią i boiskiem, dwa boiska ze sztuczną nawierzchnią, korty tenisowe i boisko do siatkówki plażowej. Główny stadion piłkarski jest powszechnie nazywany Stadion ŽAK i był używany do meczów w słoweńskiej PrvaLiga przez NK Lublana, NK Interblock i NK Olimpija Lublana. Od 2014 roku stadion jest używany przez NK Bravo i NK Hermes. Stadion jest własnością miasta Lublana. Wcześniej prowadził ją Związek Sportów Kolejowych w Lublanie (słoweń: Železničarsko športno društvo Ljubljana - ŽŠD Ljubljana) i nazywał się Stadion ŽŠD.